# Nemzeti ünnep
A nemzeti ünnep olyan kitüntetett napot jelöl, amelyen egy ország vagy egy nép nemzeti összetartozását ünnepli. Nem egyezik meg a nemzeti emléknappal. A legtöbb országnak egy nemzeti ünnepe van egy évben, más országoknak több is. A nemzeti ünnep legtöbbször azon a napon van, amikor az adott állam vagy tartomány elnyerte függetlenségét. Más esetekben az ország védőszentjének napja vagy kiemelkedő történelmi esemény válhat nemzeti ünnepnappá. Az állami élet szempontjából kiemelkedő nemzeti ünnepüket az egyes országok törvényben lefektetett állami ünnepként ünneplik meg.
A nemzeti ünnep fontossága és az ünneplés mértéke országonként eltérő. Franciaországban például a nemzeti ünnepen, július 14-én (a Bastille lerombolásának napján) az egész országban kitűzik a trikolórt és ünnepelnek, az elnök a párizsi Champs-Élysées-n személyesen is megjelenik. Az Egyesült Királyságban az egyes tagországok nemzeti ünnepei visszafogott események zászlók nélkül. Az Egyesült Királyság közös nemzeti ünnepét a Trooping the Colour nevű zászlós díszszemle jelenti, amelyet általában június második szombatján tartanak. Az Egyesült Államokban a július 4-i ünnepséget tűzijátékkal és barbecue-val ünneplik az emberek.
A legtöbb országnak rögzített nemzeti ünnepe van, másoknak változó. Jamaica például augusztus első hétfőjén tartja a nemzeti ünnepét, ami a Brit Birodalomtól való függetlenné válás 1962. augusztus 6-i, hétfői napjáról való megemlékezés.

## Magyarország nemzeti ünnepei
Magyarország alaptörvénye az alábbi nemzeti ünnepeket sorolja fel:
- március 15., az 1848-49. évi forradalom és szabadságharc emlékére
- augusztus 20., az államalapítás és az államalapító Szent István király emlékére, Magyarország állami ünnepe
- október 23., az 1956. évi forradalom és szabadságharc emlékére

## Állami ünnepnek számító nemzeti ünnepek
- Afganisztán, augusztus 19.
- Albánia, november 28.
- Algéria, november 1.
- Amerikai Egyesült Államok, július 4. - Függetlenség napja
- Amerikai Szamoa, április 17.
- Andorra, szeptember 8.
- Anglia, április 23.
- Angola, november 11.
- Argentína, május 25.
- Ausztrália, január 26.
- Ausztria, október 26.
- Azerbajdzsán, május 28.
- Bahrein, december 16.
- Bahama-szigetek, július 10.
- Banglades, március 26.
- Barbados,	november 30.
- Belgium, július 21.
- Belize, szeptember 21.
- Benin, augusztus 1.
- Bermuda, május 24.
- Bhután, december 17.
- Bissau-Guinea, szeptember 24.
- Bolívia, augusztus 6.
- Bosznia-Hercegovina, március 1.
- Botswana, szeptember 30.
- Brazília, szeptember 7.
- Brunei, február 23.
- Bulgária, március 3.
- Burkina Faso, augusztus 4.
- Burundi, július 1.
- Chile, szeptember 18.
- Ciprus, október 1.
- Csád, augusztus 11.
- Csehország, október 28.
- Cook-szigetek, augusztus 4.
- Costa Rica, szeptember 15.
- Dánia, június 5.
- Dél-afrikai Köztársaság, április 27.
- Dél-Korea, augusztus 15.
- Dzsibuti,	június 27.
- Dominikai Közösség,	november 3.
- Dominikai Köztársaság, február 27.
- Kelet-Timor, május 20.
- Ecuador, augusztus 10.
- Egyenlítői-Guinea, október 12.
- Egyesült Arab Emírségek,	december 2.
- Egyesült Királyság, június második szombatja
- Egyiptom, július 23.
- Elefántcsontpart,	augusztus 7.
- Salvador, szeptember 15.
- Eritrea, május 24.
- Északi-Mariana-szigetek, január 8.
- Észak-Korea, szeptember 8.
- Észtország, február 24. (a függetlenség napja)
- Etiópia, május 28.
- Falkland-szigetek, június 14.
- Fehéroroszország,	július 3.
- Feröer, július 29.
- Fidzsi-szigetek, október 10.
- Finnország, december 6.
- Franciaország, július 14.
- Francia Guyana, július 14.
- Francia Polinézia, július 14.
- Fülöp-szigetek, június 12.
- Gabon, augusztus 17.
- Gambia, február 18.
- Ghána, március 6.
- Gibraltár, március második hétfője
- Görögország, március 25.
- Grönland,	június 21.
- Grenada, február 7.
- Grúzia, május 26.
- Guatemala, szeptember 15.
- Guinea, április 3.
- Guyana, február 23.
- Haiti, január 1.
- Hollandia, április 27.
- Honduras, szeptember 15.
- Horvátország, május 30.
- India, január 26.
- Indonézia, augusztus 17.
- Irán, április 1.
- Irak, július 17.
- Írország,	március 17.
- Izland, június 17.
- Izrael, május 14.
- Jamaica, augusztus első hétfője
- Japán, december 23.
- Jemen, május 22.
- Jersey Bailiffség, május 9.
- Jordánia, május 25.
- Kambodzsa, november 9.
- Kamerun, május 20.
- Kanada, július 1.
- Kajmán-szigetek, július első hétfője
- Katar, szeptember 3.
- Kazahsztán, október 25.
- Kenya, december 12.
- Kiribati,július 12.
- Kína, október 1.
- Kirgizisztán, augusztus 30.
- Kolumbia, július 20.
- Kongói Demokratikus Köztársaság, június 30.
- Kongói Köztársaság, augusztus 15.
- Koszovó, február 17.[2]
- Közép-afrikai Köztársaság, december 1.
- Kuba, január 1.
- Kuvait, február 25.
- Laosz, december 2.
- Lettország, november 18.
- Lengyelország, május 3.
- Lesotho, október 4.
- Libanon, november 22.
- Libéria, július 26.
- Líbia, szeptember 1.
- Liechtenstein, augusztus 15.
- Litvánia,	február 16.
- Luxemburg, június 23.
- Észak-Macedónia, szeptember 8.
- Madagaszkár, június 26.
- Magyarország, augusztus 20.
- Malajzia, augusztus 31.
- Malawi, július 6.
- Maldív-szigetek, július 26.
- Mali, szeptember 22.
- Málta, szeptember 21.
- Marokkó, július 30.
- Marshall-szigetek, május 1.
- Martinique, július 14.
- Mauritánia, november 28.
- Mauritius, március 12.
- Mexikó, szeptember 16.
- Mianmar, január 4.
- Mikronézia, május 10.
- Moldova, augusztus 27.
- Monaco, november 19.
- Mongólia, július 11.
- Montenegró, június 28.
- Montserrat, június második szombatja
- Mozambik, június 25.
- Namíbia, március 21.
- Nauru, január 31.
- Németország, október 3.
- Nepál, február 18., december 28.
- Nicaragua, szeptember 15.
- Niger, december 18.
- Nigéria, október 1.
- Norfolk-sziget,	június 8.
- Norvégia, május 17.
- Olaszország, június 2.
- Omán, november 18.
- Oroszország, június 12.
- Örményország, május 28.
- Pakisztán, augusztus 14.
- Palau, július 9.
- Panama, november 3.
- Pápua Új-Guinea, szeptember 16.
- Paraguay, május 14.
- Peru, július 28.
- Portugália, június 10.
- Puerto Rico, július 4.
- Románia, december 1.
- Ruanda, július 1.
- Salamon-szigetek,	július 7.
- San Marino, szeptember 3.
- Seychelle-szigetek, június 18.
- Sierra Leone, április 27.
- Skócia, november 30.
- Spanyolország, október 12.
- Suriname,	november 25.
- Svájc, augusztus 1.
- Svédország, június 6.
- Szamoa, június 1.
- Szaúd-Arábia, szeptember 23.
- Szenegál, április 4.
- Szerbia, február 15.
- Szingapúr, augusztus 9.
- Szíria, április 17.
- Szlovákia, szeptember 1.
- Szlovénia, június 25.
- Szomália,	október 21.
- Szudán, január 1.
- Szváziföld, szeptember 6.
- Tádzsikisztán, szeptember 9.
- Tanzánia, április 26.
- Tajvan (Kínai Köztársaság), október 10.
- Thaiföld, december 5.
- Togo, április 27.
- Tonga, június 4.
- Törökország, október 29.
- Trinidad és Tobago, augusztus 31.
- Tunézia, március 20.
- Türkmenisztán, október 27.
- Tuvalu, október 1.
- Uganda, október 9.
- Új-Kaledónia, július 14.
- Új-Zéland, február 6.
- Ukrajna, augusztus 24.
- Uruguay, augusztus 25.
- Üzbegisztán, szeptember 1.
- Vanuatu, július 30.
- Vatikán, október 22.
- Venezuela, július 5.
- Vietnám, szeptember 2.
- Brit Virgin-szigetek, július 1.
- Amerikai Virgin-szigetek, március 31.
- Wales, március 1.
- Zambia, október 24.
- Zimbabwe, április 18.
- Zöld-foki Köztársaság, szeptember 12.

## Nemzetiségek, régiók nemzeti ünnepe
- Andalúzia (Spanyolország): február 28.
- Katalónia (Spanyolország): szeptember 11.
- Quebec (Kanada), június 24.